# Javier Ibáñez
Javier Ibáñez (ur. 14 lipca 1996 w Matanzas) – bułgarski bokser kubańskiego pochodzenia, brązowy medalista olimpijski, młodzieżowy mistrz igrzysk olimpijskich oraz młodzieżowy mistrz Świata z 2014 roku. W młodości walczył w kategorii koguciej, aktualnie jest zawodnikiem kategorii piórkowej.

## Kariera amatorska
W kwietniu 2014 był uczestnikiem młodzieżowych mistrzostw świata w Sofii. Rywalizację na mistrzostwach rozpoczął od zwycięstwa w 1/32 finału nad Dominikańczykiem Elvisem Rodríguezem. W 1/16 finału pokonał wyraźnie na punkty reprezentanta Indii Karthika Kumara, awansując do 1/8 finału. W walce 1/8 finału wyeliminował z turnieju reprezentanta USA Carlos Balderas, wygrywając wyraźnie na punkty. Fazy finałowe rozpoczął od zwycięstwa nad Salemem Tamą, którego pokonał wyraźnie na punkty w ćwierćfinale rozgrywek. W walce o finał zwyciężył reprezentanta gospodarzy, Bułgara Duszko Błagowestowa, wygrywając z nim nieznacznie na punkty. W finałowej walce o złoty medal na młodzieżowych mistrzostwach pewnie pokonał reprezentanta Kazachstanu Sułtana Zäuyrbeka. W sierpniu 2014 został młodzieżowym mistrzem olimpijskim w kategorii koguciej. W finale wygrał na punkty z reprezentantem Bułgarii Duszko Błagowestowem.
W 2024 roku w barwach Bułgarii wystartował na Letnich Igrzyskach Olimpijskich 2024 w Paryżu, gdzie w rywalizacji mężczyzn do 57 kg zdobył brązowy medal, przegrywając w półfinale z Munarbekiem Seiitbekiem Uulu.